# Lusail (métro de Doha)
Lusail (en arabe : لوسيل) est une station sur la Ligne Rouge du Métro de Doha. Elle est ouverte en 2019.

## Histoire
La station est mise en service le 10 décembre 2019.

## Intermodalité
- Metrolink : M145 (Doha Festival City)
- Métro léger de Lusail (en projet)

## À proximité
- Lusail Iconic Stadium